# Ralf Alex Fichtner

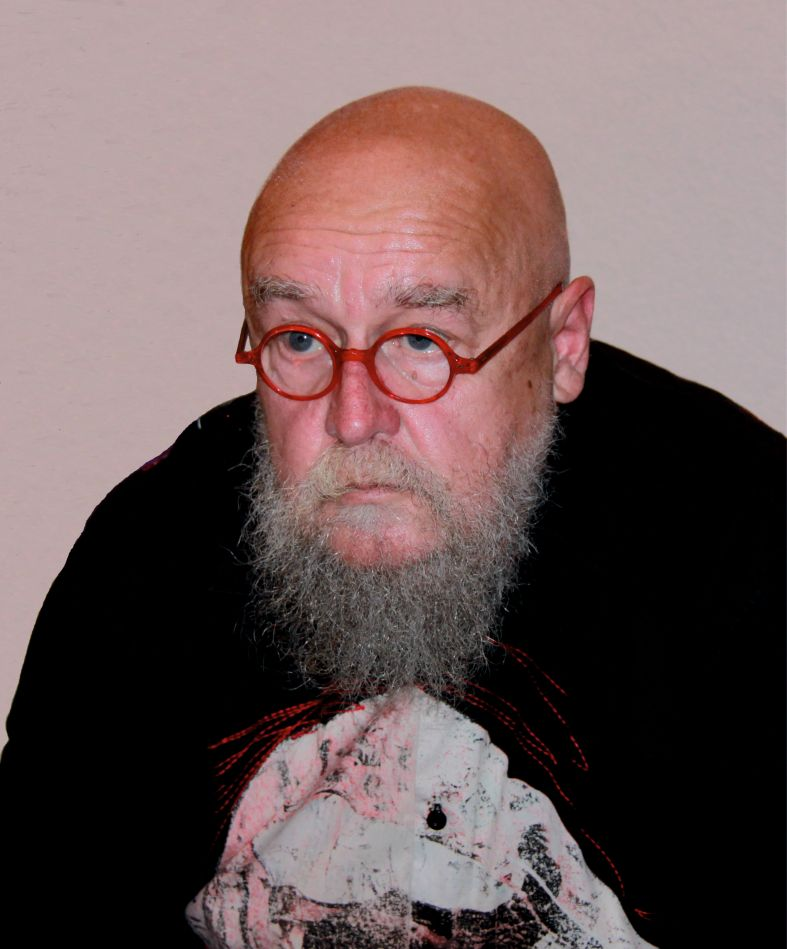
Ralf Alex Fichtner, 2019

Ralf Alex Fichtner (* 31. Mai 1952 in Aue, Sachsen; † 6. April 2022 in Zwickau) war ein deutscher Karikaturist, Cartoonist, Illustrator, Maler und Autor.

## Leben
Fichtner besuchte die Erweiterte Oberschule „Bertolt Brecht“ in Schwarzenberg/Erzgeb., wo er das Abitur ablegte. Er arbeitete u. a. als Werbegestalter der Bezirksfilmdirektion Karl-Marx-Stadt. Nach Erfolgen im Ausland erschienen 1980 erstmals Werke von ihm in der DDR-Satire-Zeitschrift Eulenspiegel, die er mit dem Signum „RAF“ versah, das schon bald für Aufsehen sorgte – nicht nur bei den Sicherheitsorganen der DDR. 1984 wurde er Mitglied im Verband Bildender Künstler der DDR, dem er bis zu dessen Auflösung 1990 angehörte.
Im Jahr 1988 wagte Fichtner den Schritt in die Selbständigkeit als freischaffender Künstler. Seit dieser Zeit gestaltete er rund 30 Personalausstellungen. 1987/1988 war er auf der Kunstausstellung der DDR in Dresden vertreten. Zahlreiche seiner Werke erschienen auch in der auflagenstarken Tageszeitung Freie Presse. Er betätigte sich nicht nur als Karikaturist und Maler, sondern auch als Illustrator und Buchautor, vor allem von Kinder- und Kriminalliteratur.
In Schwarzenberg gehörte Fichtner ab 1989 dem Schwarzenberger Kunst- und Kulturverein an. Ab 1993 war er neben Jörg Beier eine prägende Persönlichkeit der Künstlergruppe Zone, die u. a. das Projekt Freie Republik Schwarzenberg als Reminiszenz an die besatzungslose Zeit der Stadt im Frühjahr 1945 propagierte und regelmäßig Stadtfeste organisierte. Für die Fraktion PRO Schwarzenberg gehörte er dem Stadtrat von Schwarzenberg an.
Ralf Alex Fichtner starb in einem Krankenhaus in Zwickau.
In Schwarzenberg soll in Erinnerung an Beier und Fichtner eine Gedenktafel angebracht werden.

## Werke (Auswahl)

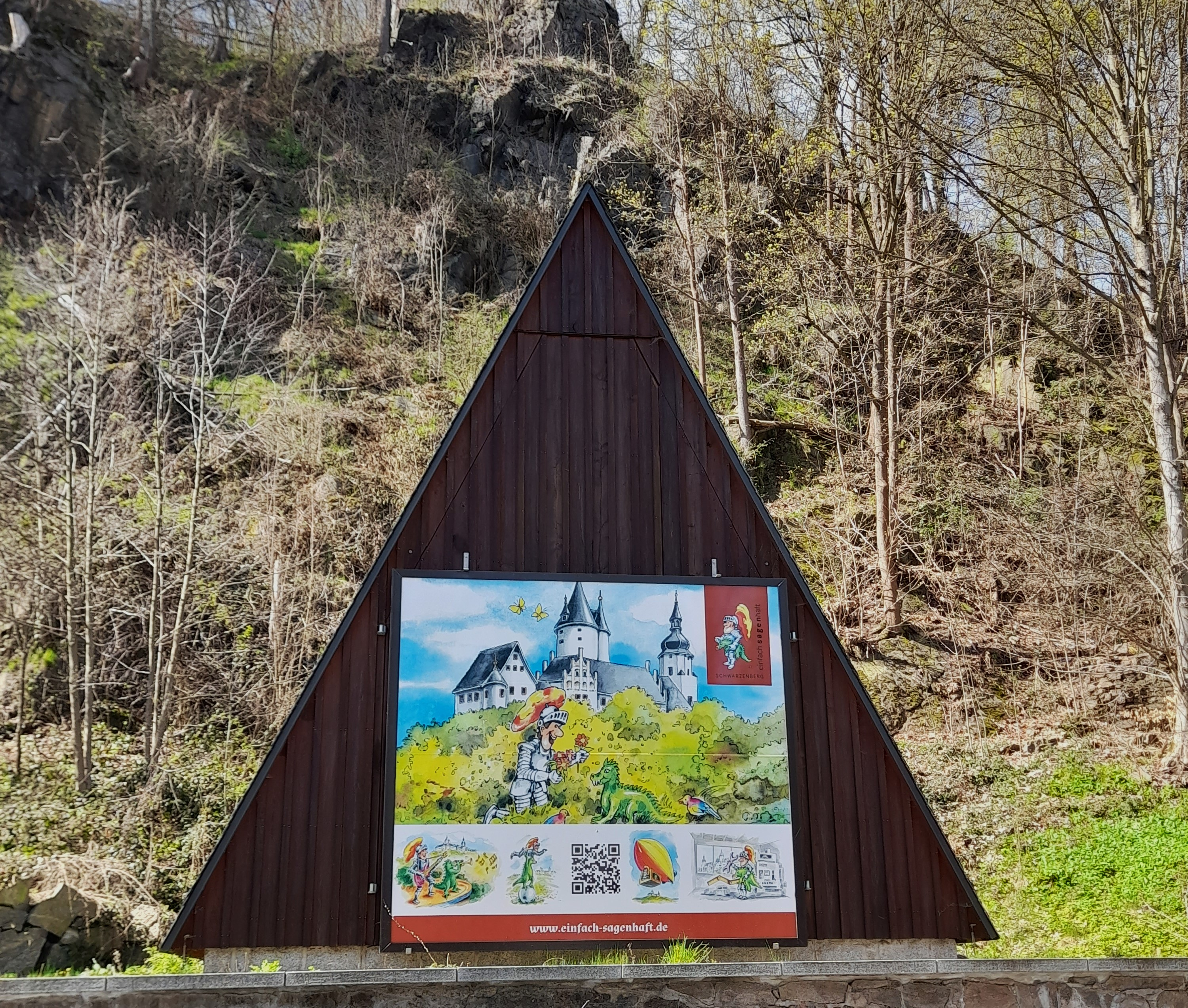
Kaue am Totenstein in Schwarzenberg mit der Ritter-Georg-Geschichte, Illustrationen von Ralf Alex Fichtner

- (mit Manfred Blechschmidt): Schwarzenberg, Dich lob ich mir. Zu Fuß durch eine Stadt, Schwarzenberg 1988.
- Vitrine des Grauens [Schauergeschichten], Phillis, Chemnitz 2006.
- … und scheißen auf die Volksarmee. Ich diene der Deutschen Demokratischen Republik, Agentur ERZ.art, Annaberg-Buchholz 2012.
- Zeichnungen für den Kurzfilm Goldschmied Fabian, in Kooperation mit Neue Impulse e. V. und dem Kopp-Verlag.

## Auszeichnungen
- 1980 und 1990: Preis der Karikaturenbiennale der DDR Satiricum in Greiz

- 1995: 1. Preis beim Wettbewerb der Herkuleskeule Dresden
- 2000: Hauptpreis beim Internationalen Cartoon-Wettbewerb des Goethe-Instituts zur Expo 2000 in Hannover
- 2002: Spezialpreis der Ausstellung Remembering 9/11 in Kyoto